# Sylvia Rafael
Sylvia Rafael Schjødt (ur. 1 kwietnia 1937 w Południowej Afryce, zm. 9 lutego 2005 w Pretorii) – izraelska agentka Mosadu urodzona w RPA.

## Życiorys
Urodziła się w pobliżu Kapsztadu, była córką żydowskiego ojca. Chociaż jej matka nie była Żydówką, Rafael wyemigrowała do Izraela w 1963, gdzie początkowo mieszkała w kibucu, a później pracowała jako nauczycielka. Następnie przeniosła się do Tel Awiwu-Jafy, gdzie została zrekrutowana przez Mosad. Po zakończeniu treningu otrzymała najwyższą rangę dla agenta Mosadu – „combattant”, kwalifikującą do działania na terenach wrogich krajów. Została wysłana do Paryża jako niezależna fotoreporterka z kanadyjskim paszportem na prawdziwe nazwisko Patricia Roxburgh. Kiedy rząd izraelski zdecydował się na wytropienie terrorystów odpowiedzialnych za zamach w Monachium, dostarczyła cennych informacji wywiadowczych, które pozwoliły na zabicie trzech terrorystów.
Rafael należała do grupy izraelskich agentów Mosadu, którzy zamordowali marokańskiego kelnera Ahmeda Bouchiki, brata Chico Bouchikhi, 21 lipca 1973 w Lillehammer, myląc go z Alim Hasanem Salamą. Po tych zdarzeniach Rafael została aresztowana i skazana za współudział w zabójstwie, szpiegostwo i posługiwanie się sfałszowanymi dokumentami 1 lutego 1974 na 5,5 roku więzienia. Została zwolniona po odbyciu kary 15 miesięcy i deportowana z Norwegii jako zagraniczny przestępca w maju 1975.
Po jej wydaniu, wyszła za mąż za swojego obrońcę, Annæusa Schjødta. W 1979 uzyskała pozwolenie na pobyt w Norwegii, gdzie przebywała wraz z mężem do 1992, kiedy to opuścili Skandynawię, by osiedlić się w RPA. Sylvia Rafael zmarła w 2005 na białaczkę.
W sierpniu 2013 w Polsce została wydana jej fabularyzowana biografia współautorstwa jej przełożonego Moti Kfira (Ram Oren, Moti Kfir, Sylvia. Agentka Mossadu, tłum. Mateusz Borowski, Znak Literanova 2013).